# Tom Soetaers
Tom Soetaers est un footballeur belge né le 21 juillet 1980 à Tirlemont (Belgique).

## Biographie
Débutant chez les professionnels au RSC Anderlecht, il rejoint le club néerlandais Roda JC, au cours de la saison 1999-2000 où il devient très vite un titulaire au poste de milieu de terrain. C'est donc naturellement qu'il devient Diable Rouge en 2002, totalisant à ce jour, huit matches internationaux.
En 2004, il rejoint le prestigieux Ajax Amsterdam, mais il ne peut s'y imposer. Il revient en Belgique au KRC Genk : il y reste un peu plus de quatre saisons et après avoir terminé deuxième du Championnat en 2007, remporte Coupe de Belgique en 2009.
En juillet 2009, il est transféré au KV Courtrai.

## Palmarès
- International entre 2002 et 2005 (8 sélections et 1 but marqué)
- Champion des Pays-Bas en 2004 avec l'Ajax Amsterdam
- Vice-Champion de Belgique en 2007 avec le KRC Genk
- Vainqueur de la Coupe des Pays-Bas en 2000 avec le Roda JC
- Finaliste de la Supercoupe des Pays-Bas en 2000 avec le Roda JC, et en 2004 avec l'Ajax Amsterdam
- Vainqueur de la Coupe de Belgique en 2009 avec le KRC Genk